# Surabaya Women’s Open 1994
Surabaya Women's Open 1994, також відомий під назвою Digital Open,  — жіночий тенісний турнір, що проходив на відкритих кортах з твердим покриттям Embong Sawo Sports Club у Сурабаї (Індонезія). Належав до турнірів 4-ї категорії в рамках Туру WTA 1994. Турнір відбувся вперше і тривав з 7 листопада до 13 листопада 1994 року. Несіяна  Елена Вагнер здобула титул в одиночному розряді й отримала 18 тис. доларів США.

## Фінальна частина

### Одиночний розряд
Елена Вагнер —  Ай Суґіяма 2–6, 6–0, знялася
- Для Вагнер це був єдиний титул в одиночному розряді за кар'єру.

### Парний розряд
Яюк Басукі /  Романа Теджакусума —  Кього Нагацука /  Ай Суґіяма walkover
- Для Басукі це був перший титул в парному розряді за сезон і 3-й — за кар'єру. Для Теджакусуми це був єдиний титул в парному розряді за кар'єру.